# Alexandra Căpitănescu
Alexandra Maria Căpitănescu (n. 31 iulie 2003, Galați, România), cunoscută sub numele de scenă Alexandra Căpitănescu, este o cântăreață și compozitoare care a câștigat sezonul 11 al concursului Vocea României, în echipa lui Tudor Chirilă. Momentul ei din blind-uri, când a întors toate cele 4 scaune cu interpretarea memorabilă a hitului "Welcome to the Jungle" de la Guns n' Roses, a devenit viral și a intrat în top 10 mondial "Momente care au transformat audițiile pe nevăzute într-un concert". 

## Concursuri
A participat la numeroase concursuri naționale și internaționale de muzică (Next Star, Românii au talent, X Factor, etc.). La X Factor- sezonul 9, a ajuns în semifinală cu trupa Tiny Tigers, avându-l mentor pe Florin Ristei. 

## Cariera de artist
În anul 2023 a lansat primul ei single, "Nu Pot".
În anul 2024 a înființat trupa sa, cu care a lansat primul EP: "Căpitanu'". Acesta conține 5 piese: "Căpitanu'", "Fără tine", "Paranormal", "Zodia Vrăjitor", "Umbra ta". În același an a lansat încă 2 single-uri: "A ta" și "Arde" și a avut multe concerte, inclusiv la Electric Castle, precum și un turneu tribut în memoria Laurei Stoica.
În anul 2025 a lansat împreună cu Vama, melodia "Fluturi în Stomac", o baladă de dragoste, în genul anilor 90și "Tare" cu Majii.
A colaborat cu mai mulți artiști, printre care Antract, Vama, Majii etc. 